# Morjärvs station
Morjärvs station är en järnvägsstation (trafikplats) på Haparandabanan i Morjärv cirka 73 kilometer från Bodens centralstation och 67 kilometer från Karungi station.

## Historik
Stationen öppnades 1 augusti 1902 när Haparandabanan öppnades mellan Boden och Morjärv. Den invigdes av civilminister Hjalmar G Westring och ligger i nordvästra delen av Morjärv nära till E10. I december 1910 förlängdes banan till Lappträsk och 1915 var linjen färdig till Haparanda. 1961 öppnades en sidolinje för godstrafik till Kalix.  Den 17 augusti 1992 stängdes stationen för persontrafik. Stationen återöppnades för persontrafik den 13 juni 2000, men stängdes återigen den 20 augusti 2000. 2007 stängdes stationen även för godstrafik och den används därefter endast för genomgående tåg till Kalix och Haparanda.
2012 lades linjen Morjärv–Karungi–Haparanda ned och ersattes av den befintliga sträckan Morjärv–Kalix och en nybyggd järnväg Kalix–Haparanda. 
År 2018 beslutade Kalix kommun att stationshuset inte får rivas. Det efter att den dåvarande ägaren, Trafikverket, ville riva stationshuset, då den ej inte längre ansågs strategisk för Trafikverkets verksamhet.